# Vendat
Vendat é uma comuna francesa na região administrativa de Auvérnia-Ródano-Alpes, no departamento Allier. Estende-se por uma área de 16,79 km². Em 2010 a comuna tinha 2 291 habitantes (densidade: 136,5 hab./km²).